# Audrey Jeannette Etoua Biock
Pour les articles homonymes, voir Etoua.
Audrey Jeannette Etoua Biock, née le 29 janvier 1997, est une judokate camerounaise.

## Carrière
Audrey Jeannette Etoua Biock est médaillée d'or de l'Open de Yaoundé en 2019, 2020 et 2021.Médaillée d'argent 
à l'open de Yaoundé 2022, elle est de nouveau médaillée d'or 2023 dans cette même compétition.
Elle remporte la médaille de bronze dans la catégorie des moins de 63 kg aux Championnats d'Afrique de judo 2022 à Oran .
En mars 2024, elle remporte la médaille de bronze par équipe mixte et une médaille d'argent en individuel aux Jeux africains de Accra.